# Liste der Kulturdenkmäler in Willingen (Westerwald)
In der Liste der Kulturdenkmäler in Willingen sind alle Kulturdenkmäler der rheinland-pfälzischen Ortsgemeinde Willingen aufgeführt. Grundlage ist die Denkmalliste des Landes Rheinland-Pfalz (Stand: 21. Dezember 2021).

## Einzeldenkmäler
| Bezeichnung | Lage                 | Baujahr   | Beschreibung                                                                 | Bild            |
| ----------- | -------------------- | --------- | ---------------------------------------------------------------------------- | --------------- |
| Quereinhaus | Mittelstraße 29 Lage | nach 1805 | Fachwerk-Quereinhaus, teilweise massiv und verschiefert, wohl kurz nach 1805 | Fotos hochladen |